# Rotraud Schindler

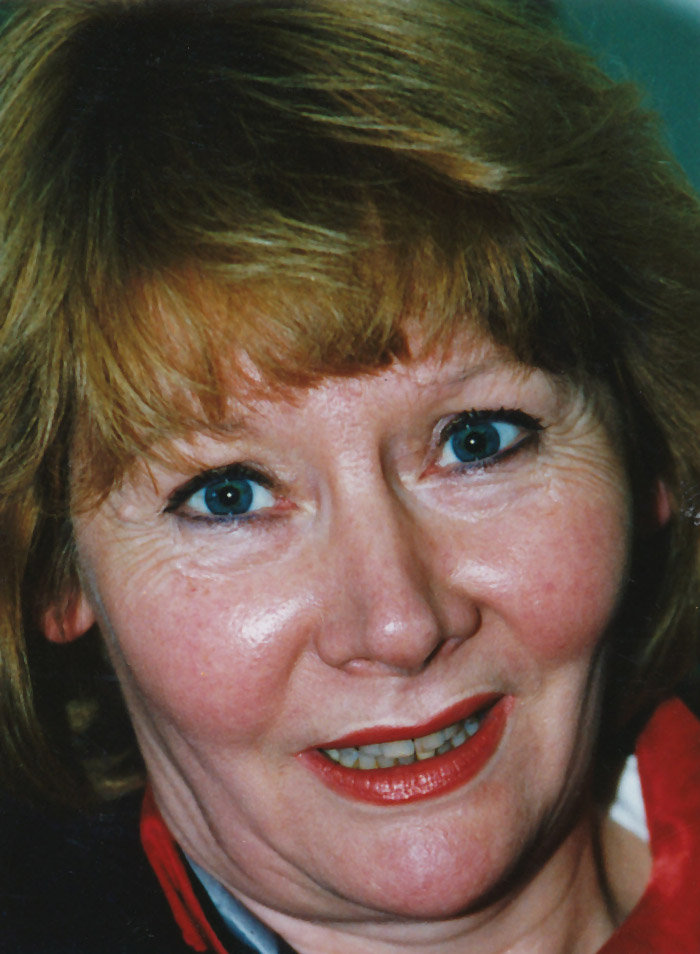
Rotraud Schindler

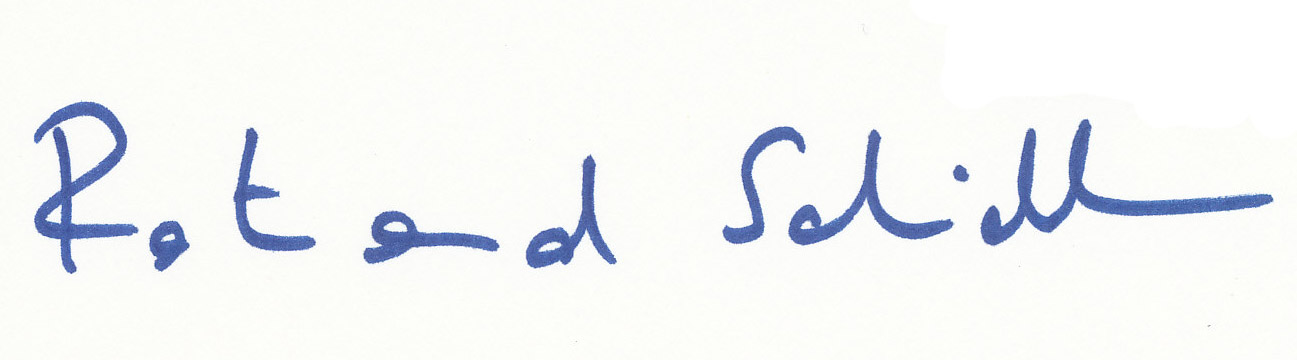
Signatur von Rotraud Schindler

Rotraud Schindler (* 29. August 1940 in Berlin) ist eine deutsche Schauspielerin und Komödiantin.

## Leben
Rotraud Schindler verließ mit 15 Jahren das Gymnasium und studierte an der Berliner Max-Reinhardt-Schule. Sie ist Mitbegründerin des Kabaretts Die Wühlmäuse und lernte während der Ausbildung ihren späteren Ehemann Dieter Hallervorden kennen. Das Paar hat zwei Kinder: Dieter jun. (* 1963) und Nathalie (* 1966). Mitte der 1980er Jahre ließen sie sich scheiden.
Bekannt wurde Rotraud Schindler in erster Linie als Sketchpartnerin ihres Ehemannes in der Comedy-Serie Nonstop Nonsens (1975–1980). Aber auch in späteren Serien spielte sie an der Seite von Dieter Hallervorden, so zum Beispiel 1985 in Didi – Der Untermieter (zusammen mit Tochter Nathalie Hallervorden) oder 1989 in Die Didi-Show.
In der Serie Weiberwirtschaft war sie in der Rolle der Liz zu sehen und in Der Mond scheint auch für Untermieter als Frau Grünler.
Des Weiteren war Rotraud Schindler in einigen Filmen und in Gastrollen von Serien anzutreffen, wie z. B. in Von Liebe keine Rede (1971), Ein Heim für Tiere, Berliner Weiße mit Schuß, Auto Fritze oder Lukas und Sohn.

## Filmografie (Auswahl)
- 1963: Kleine Störung (Fernsehfilm)
- 1963: Ernte 63 (Fernsehfilm)
- 1969: Pistolen-Jenny (Fernsehfilm)
- 1969: Mehrmals täglich
- 1969: Vorsicht Falle! (Fernsehserie, 1 Folge)
- 1971: Von Liebe keine Rede (Fernsehserie, 1 Folge)
- 1972: Die Schöngrubers (Fernsehserie, 2 Folgen)
- 1975: Kommissariat 9 (Fernsehserie, 1 Folge)
- 1975: Herz ist Trumpf – Filme zur Verkehrssicherheit (Fernsehserie)
- 1975–1980: Nonstop Nonsens (Fernsehserie, 20 Folgen)
- 1977: Herr S. kommt nicht zum Zuge (Fernsehfilm)
- 1980: Mein Gott, Willi! (Fernsehfilm)
- 1981: Alles im Eimer
- 1981: Onkel & Co. (zweiteilige Fernsehfilmreihe, 1 Folge)
- 1982: Welle Wahnsinn (Fernsehserie, 2 Folgen)
- 1983: Zelleriesalat und Gitterspeise (Fernsehserie, 4 Folgen)
- 1983: Ein Wort aus Musik (Fernsehserie, 1 Folge)
- 1985–1986: Die Nervensäge (Fernsehserie, 26 Folgen)
- 1987: Weiberwirtschaft (Fernsehserie)
- 1989: Berliner Weiße mit Schuß (Fernsehserie, 1 Folge)
- 1989: Lukas und Sohn (Fernsehserie)
- 1989: Die Didi-Show (Fernsehserie, 10 Folgen)
- 1990: Hotel Paradies (Fernsehserie, 2 Folgen)
- 1990: Ein Heim für Tiere (Fernsehserie, 1 Folge)
- 1990: Stocker und Stein (Fernsehserie)
- 1991: Gesucht wird Ricki Forster (Fernsehserie, 2 Folgen)
- 1993: Donauprinzessin (Fernsehserie, 1 Folge)
- 1993: Ein unvergessliches Wochenende (Fernsehserie, 1 Folge)
- 1993–1994: Auto Fritze (Fernsehserie)
- 1994: Diese Drombuschs (Fernsehserie, 2 Folgen)
- 1994: Die Stadtindianer (Fernsehserie, 1 Folge)
- 1995: Sonntags geöffnet (Fernsehserie, 1 Folge)
- 1995–1997: Der Mond scheint auch für Untermieter (Fernsehserie, 12 Folgen)
- 1996: Frech wie Rudi
- 1996: Im Namen des Gesetzes (Fernsehserie, 1 Folge)
- 1996: Rosamunde Pilcher (Fernsehserie, 1 Folge)
- 1997: Die Oma ist tot (Fernsehfilm)
- 1998: Mit einem Bein im Grab (Fernsehserie, 1 Folge)
- 1998: Das Lied zum Sonntag (Fernsehserie)
- 2000: Der Raub der Sabinerinnen (Fernsehfilm)
- 2001: Streit um drei (Fernsehserie, 1 Folge)
- 2002: Kleeblatt küsst Kaktus (Fernsehfilm)
- 2006: Pro7-Märchenstunde (Fernsehserie, 1 Folge)